# Віндзор Парк
«Віндзор Парк» (англ. Windsor Park) — футбольний стадіон у столиці Північної Ірландії, Белфасті. Найбільший північноірландський стадіон; є домашньою ареною клубу «Лінфілд» і національної збірної Північної Ірландії з футболу. На стадіоні проводяться фінальні матчі Кубка Північної Ірландії та Кубка північноірландської ліги.

## Історія
«Віндзор Парк» був побудований в 1905 році. У цьому ж році арена була відкрита матчем, у якому зустрілися «Лінфілд» і «Гленторан».
До 1930 році стадіон був остаточно добудований. Проєкт арени розробив шотландський архітектор, Арчибальд Лейтч серед робіт якого такі відомі стадіони, як «Стемфорд Бридж», «Селтік Парк», «Айброкс» і «Гемпден Парк».
Після добудови «Віндзор Парк» складався з однієї великої критої трибуни, яка повністю складалась з сидячих місць для глядачів («Велика трибуна» (англ. the Grandstand), зараз її називають Південною трибуною (англ. the South Stand)). Навпроти неї розташовувалася така ж за розміром «тераса» але, навпаки, відкрита і без лавок для сидіння. За західними воротами була побудована також відкрита трибуна, названа «Коп» (англ. Spion Kop), за східними — ще одна «стояча» «тераса», «Рейлвей Енд» (англ. the Railway End). Максимальна кількість глядачів, яку міг вмістити «Віндзор Парк» в той час, було 60 тисяч осіб.
На початку 1960-х років «Рейлвей Енд» обладнали місцями для сидіння, перейменувавши в «Рейлвей Стенд» (англ. the Railway Stand).

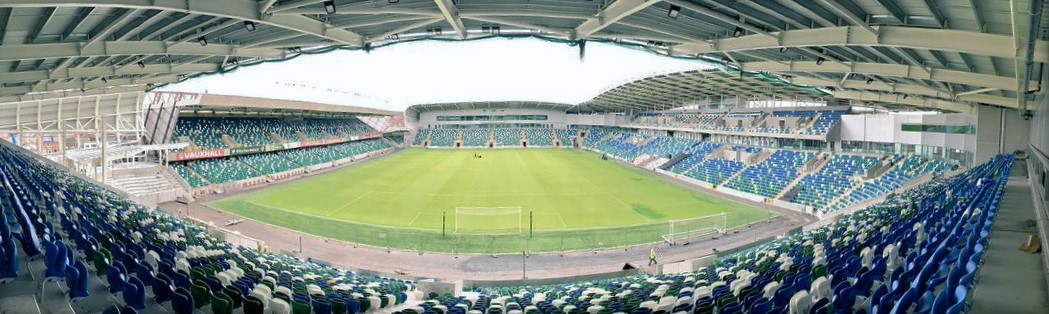
Панорама стадіону у 2016 році

У 1970-х роках між цією «терасою» і «Великий трибуною» був сконструйований невеликий кутовий сектор, який відводився для глядачів з обмеженими можливостями.
У наступне десятиліття була знесена велика відкрита трибуна. На її місці спорудили двоярусну «сидячу» «терасу», «Північну трибуну» (англ. North stand).
В кінці 1990-х років модифікували «Коп» — спочатку його практично знесли вщент, залишивши лише несучі конструкції, потім будівельники на цьому місці побудували п'ятитисячну трибуну, повністю «сидячу». Адміністрація стадіону назвала її «Західною» (англ. West stand), але серед уболівальників ця назва не прижилася, і вони як і раніше називали її «Коп».
Поточна місткість «Віндзор Парку» становить 24 734 місця, з яких 12 342 є «сидячими». Максимальна місткість на міжнародних змаганнях — 15 602, досягається встановленням додаткових тимчасових сидінь.
Під час домашніх матчів «Лінфілда» для його вболівальників відкриті Південна трибуна і «Коп». Для фанатів гостьової команди надається північна «тераса». Оскільки «Віндзор» є домашньою ареною для збірної Північної Ірландії, то вболівальникам «Лінфілда» при розподілі квитків дістається найбільша квота — 15 відсотків від загального числа.
До сезону 2010/11 Північну трибуну планувалося оснастити новим дахом.
Вранці 31 березня 2015 року, через півтора дня після відбіркової гри до Євро-2016 між збірними Північної Ірландії та Фінляндії, в цегляній кладці Західної трибуни була виявлена тріщина. Оскільки на той момент велася реконструкція стадіону, в ході якої були знесені Східна та Південна трибуни, а стан Західної виявився небезпечним, було вирішено відкласти найближчу гру, заплановану на 4 квітня — белфастське дербі між «Лінфілдом» і «Крузейдерс».
Після глобальної реконструкції, закінченої у 2016 році, місткість склала 18 500 місць.

## Цікаві факти
- У всьому світі популярна некоректна версія про походження назви арени — по ній стадіон був названий на честь британської правлячої династії Віндзорів. Насправді арена отримала свою назву по району на півдні Белфаста в 1905 році — на 12 років раніше, ніж королівська сім'я почала іменуватися Віндзорською, в 1917 році.
- З 2004 по 2008 рік «тераса» «Коп» офіційно називалася «Трибуною Алекса Расселла», на честь колишнього воротаря і тренера «Лінфилда». У грудні 2008 року, бачачи неоднозначне ставлення вболівальників до цього перейменування, керівництво «синіх» повернуло трибуні неофіційну назву.
- Північноірландські збірні всіх вікових категорій продовжують грати на «Віндзор Парку», незважаючи на повідомлення в пресі про бажання ФІФА і УЄФА заборонити проводити на арені міжнародні матчі через невідповідність стадіону інтернаціональним стандартам.